# 超HAPPY SONG
「超HAPPY SONG」是日本的女子偶像組合Berryz工房和℃-ute的第2張合作單曲。2012年6月20日由PICCOLO TOWN和zetima發售。

## 概要
- 「超HAPPY SONG」是Berryz工房和℃-ute的合作單曲。
- 「超HAPPY SONG」是日本電視台節目「Happy Music」六月份的主題曲。
- 「超HAPPY SONG」是由Berryz工房的第7枚原創專輯「愛的專輯⑧」收錄曲「Because happiness」與℃-ute的第6枚原創專輯『第七章「太美了真抱歉」』收錄曲「幸福的中途」結合成的歌曲。
- 此單曲有5個版本，分別有「初回生産限定盤A - D」和「CD ONLY」。「初回生産限定盤A」收錄了「超HAPPY SONG（Mix Ver.）」，「初回生産限定盤B」收錄了「超HAPPY SONG（Double Screen Live Ver.）」；「初回生産限定盤C」為「Berryz工房版本」，收錄了歌曲「幸福的中途（Berryz工房 Ver.）」，「初回生産限定盤D」為「℃-ute版本」，收錄了歌曲「Because happiness（℃-ute Ver.）」。
- 在7月2日於公信榜單曲週排行榜取得第3位。

## 收錄内容

### 初回生産限定盤A - B、 CD ONLY
CD
1. 超HAPPY SONG（Single Ver.）（超HAPPY SONG (シングルVer.)）
（作詞・作曲：淳君 編曲：大久保薫）
2. 超HAPPY SONG
（作詞・作曲：淳君 編曲：大久保薫）
配信Ver.
3. Because happiness
（作詞・作曲：淳君  編曲：大久保薫）
Berryz工房第7枚原創專輯「愛的專輯⑧」收錄曲
4. 幸福的中途（幸せの途中）
（作詞・作曲：淳君  編曲：大久保薫）
℃-ute第6枚原創專輯『第七章「太美了真抱歉」』收錄曲
5. 超HAPPY SONG（Single Ver.）（Instrumental）
6. Because happiness（Single Ver. Berryz工房 vo.含入）（Instrumental）
7. 幸福的中途（Single Ver. ℃-ute vo.含入）（Instrumental）

### 初回生産限定盤C（Berryz工房版本）
1. 超HAPPY SONG（Single Ver.）
2. 超HAPPY SONG
3. Because happiness
4. 幸福的中途（Berryz工房 Ver.）
Berryz工房主唱
5. 超HAPPY SONG（Single Ver.）（Instrumental）
6. Because happiness（Single Ver. Berryz工房 vo.含入）（Instrumental）
7. 幸福的中途（Single Ver. ℃-ute vo.含入）（Instrumental）

### 初回生産限定盤D（℃-ute版本）
1. 超HAPPY SONG（Single Ver.）
2. 超HAPPY SONG
3. 幸福的中途
4. Because happiness（℃-ute Ver.）
℃-ute主唱
5. 超HAPPY SONG（Single Ver.）（Instrumental）
6. 幸福的中途（Single Ver. Berryz工房 vo.含入）（Instrumental）
7. Because happiness（Single Ver. ℃-ute vo.含入）（Instrumental）

### DVD（初回生産限定盤A）
1. 超HAPPY SONG（Mix Ver.）

### DVD（初回生産限定盤B）
1. 超HAPPY SONG（Double Screen Live Ver.）